# Storfjorden (Sunnmøre)
 For alternative betydninger, se Storfjorden. (Se også artikler, som begynder med Storfjorden)
Storfjorden er 110 km lang og er Norges femte længste fjord. Den ligger i Møre og Romsdal fylke i området Sunnmøre. Fjorden går fra Hareidlandet i vest til Geiranger længst inde i landet.
Følgende kommuner har kyst til fjorden: Hareid, Sula, Ørskog, Stordal, Norddal, Stranda, Sykkylven og Ørsta.

## Side- og delfjorde
fra kysten mod indlandet
- I indløbet
  - Sulafjorden
  - Vartdalsfjorden
- Ydre Storfjorden
  - Hjørundfjorden
    - Norangsfjorden
    - Storfjorden (Ørsta)

  - Sykkylvsfjorden
  - Norddalsfjorden
    - Tafjord
- Sunnylvsfjorden
- Geirangerfjorden